# Franz Jaksch
Franz Jaksch (9. října 1851 Nová Bystřice – 3. března 1931 Bregenz) byl česko-rakouský dirigent a hudební skladatel.

## Život
Jeho otec byl Adalbert Jaksch (1826–1911), hudební učitel, dirigent a skladatel, rodák z Oldřišova.
Franz Jaksch vystudoval Pražskou konzervatoř. Působil jako dirigent v orchestru 49. pěšího pluku rakousko-uherské armády. Od roku 1875 byl městským kapelníkem v Pécsi. V roce 1878 pokračoval ve své kariéře vojenského dirigenta u 76. pěšího pluku. Od roku 1882 byl profesorem komorního souboru a instrumentace na Horákově konzervatoři (Konzervatoř Franze Schuberta) ve Vídni; mezi jeho studenty, byli např. Rudolf Glickh a Luigi von Kunitz. V letech 1899 až 1917 vedl orchestr v Pule, kde nahradil v této funkci Franze Lehára. Zbytek života strávil v Bregenzu.